# Влада Јована Пламенца од 7. марта 1921. године
Пламенчева влада је дала оставку 20. VI 1921. године.

## Чланови владе
| Функција                              | Слика     | Име и презиме      | Детаљи |
| ------------------------------------- | --------- | ------------------ | ------ |
| Предсједник Министарског Савјета      |           | Јован С. Пламенац  |        |
| Министар Спољних Послова              |           | Јован С. Пламенац  |        |
| Министар Унутрашњих Послова           | заступник | Јован С. Пламенац  |        |
| Министар Војни                        |           | Милутин М. Вучинић |        |
| Министар Финансија и Грађевина        |           | Мило Вујовић       |        |
| Министар Правде                       |           | Перо Ђ. Шоћ        |        |
| Министар Просвјете и Црквених Послова | заступник | Перо Ђ. Шоћ        |        |